# Matilda Claesson
Matilda Sigrid Claesson, född 27 maj 1994 i Östertälje, är en svensk basketspelare i Södertälje BBKs Telge Basket som också är hennes moderklubb. Hon började i stadsdelslaget Rhinos i Brunnsäng.
Claesson som är en 171 centimeter guard, debuterade i Telge Basket i december 2010 och var med att vinna SM 2011.